# Dominical (Costa Rica)
Dominical es un poblado costero en el Pacífico Sur de la provincia de Puntarenas en Costa Rica, a unos 45 km al sur de Quepos y a 29 km al suroeste de San Isidro de El General. Pertenece al distrito de Bahía Ballena del cantón de Osa.

## Geografía
Al norte se encuentra la Fila Dominical, un sector de la Fila Costeña o Brunqueña, que  separa al cantón y distrito de Pérez Zeledón, con una serranía de casi 1,000 m s. n. m., que dista sólo dos kilómetros de la costa. 

### Playa Dominical
Su playa, caracterizada por su fuerte oleaje y mar abierto, mide alrededor de 2 kilómetros y está a orillas de la desembocadura del río Barú. 
Es famosa por sus grandes olas durante todo el año y es muy conocida por la mayoría de los surfistas en Costa Rica.

## Demografía
La comunidad está rodeada de áreas boscosas, y su población es sumamente reducida.  Dominical es una de las aglomeraciones demográficas más grandes e importantes del distrito de Bahía Ballena; sin embargo, la población de todo el distrito suma apenas 3.306 habitantes (2011), de los cuales, alrededor de 500 residen permanentemente en Dominical.  

## Economía

### Agricultura
El área entre Quepos y Dominical está cubierta de plantaciones de palma africana que producen aceite de palma. 

### Turismo
El poblado comenzó como un pequeño pueblo de pescadores, pero ha crecido hasta convertirse en un conocido destino turístico costarricense, sobre todo para los surfistas. 

## Transporte
El acceso desde la capital, San José puede ser a través de San Isidro de El General desde la Carretera Interamericana, o por la Ruta 27 y  la Ruta 34 (Costanera) sobre la costa, desde Quepos. Aunque amabas opciones tienen una distancia similar, el viaje por la costa es mucho más rápido debido a que el trazado de la carretera se realizó sobre una topografía más plana. 
Más al sur se encuentran (entre otros) los pueblos de Uvita, Ojochal, Coronado en la carretera Costanera.

## Imágenes

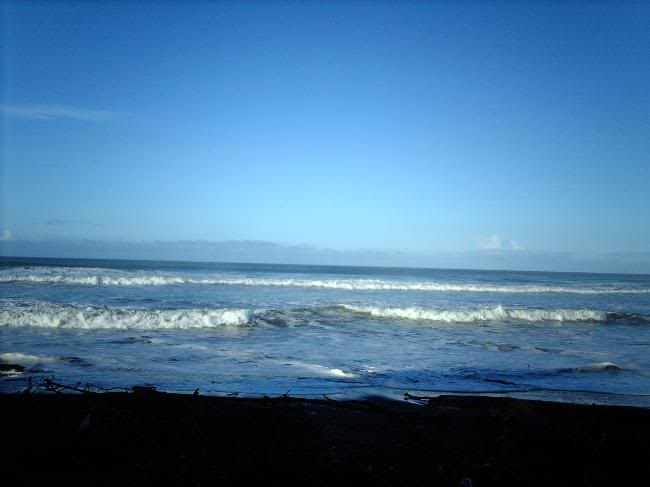
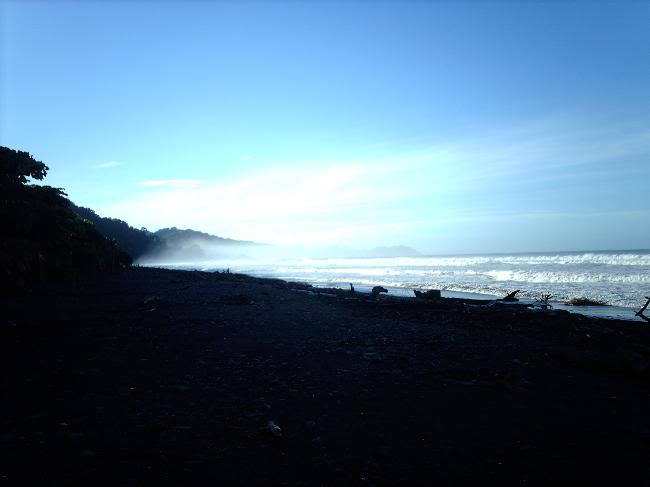
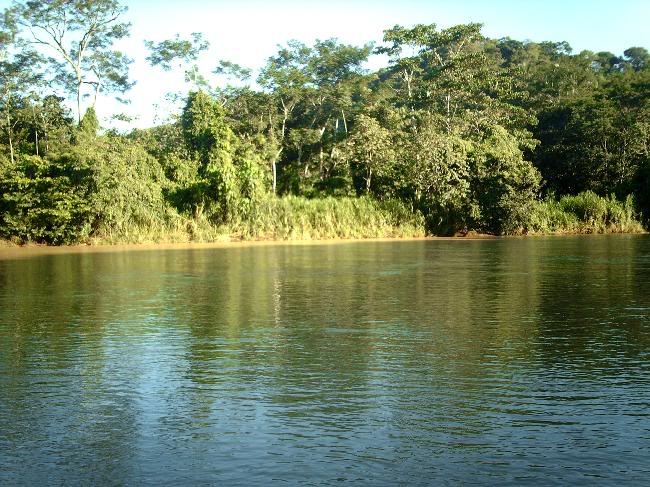
Río Barú
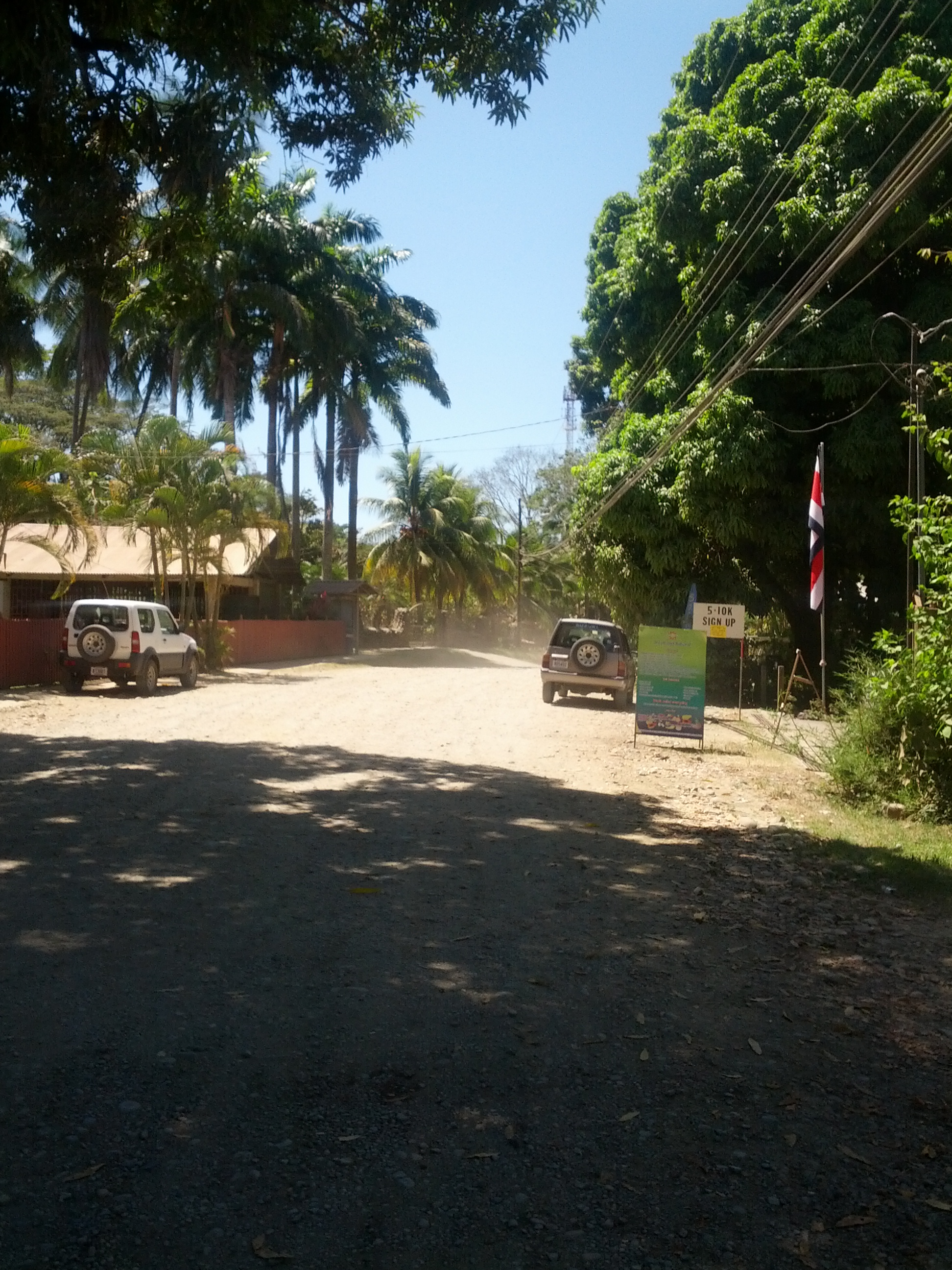
Calle costera